# Svitle, Novopskov
Svitle (în ucraineană Світле) este un sat în comuna Kozlove din raionul Novopskov, regiunea Luhansk, Ucraina.

## Demografie
Componența lingvistică a localității Svitle
     Ucraineană (98,22%)
     Rusă (1,78%)
Conform recensământului din 2001, majoritatea populației localității Svitle era vorbitoare de ucraineană (98,22%), existând în minoritate și vorbitori de rusă (1,78%).